# Джонс, Эстер
Эстер Джонс (англ. Esther Jones; род. 7 апреля 1969, Чикаго, Иллинойс) — американская легкоатлетка (бег на короткие дистанции), бронзовый призёр Кубка мира, чемпионка летних Олимпийских игр 1992 года в Барселоне.

## Биография
Выступала за легкоатлетическую команду Университета штата Луизиана «Lady Tigers». В составе этой команды она шесть раз выигрывала чемпионат Национальной ассоциации студенческого спорта (NCAA). На чемпионатах NCAA она выигрывала медали всех достоинств в беге на короткие дистанции, была 10-кратной чемпионкой Юго-Восточной конференции.
На летней Олимпиаде в Барселоне Джонс выступала в эстафете 4×100 метров. Команда США (Эвелин Эшфорд, Эстер Джонс, Карлетт Гуидри-Уайт, Гвен Торренс), за которую Джонс бежала на втором этапе, завоевала золотые медали с результатом 42,11 с. Серебряные медали завоевала Объединённая команда (42,16 с), а бронзовые — команда Нигерии (42,81 с).
В 2007 году Эстер Джонс была введена в Зал спортивной славы Университета штата Луизиана.
Её брат Марк Джонс является профессиональным баскетболистом, играющим в НБА. Племянник Джонс Трэй Маккинни-Джонс также является профессиональным баскетболистом, игроком команды «Gunma Crane Thunders», участвующей в чемпионате Японии.